# Pini Zahavi
Pinhas „Pini“ Zahavi (hebräisch פנחס "פיני" זהבי, * 1955 in Nes Ziona) ist ein israelischer Spielervermittler im Bereich des Profifußballs.
Zahavi wurde bekannt durch seine Beteiligung an den Eigentümerwechseln des FC Chelsea und des FC Portsmouth und für seine Tätigkeit als Spielervermittler, speziell bei dem – für die damalige Zeit – Rekordtransfer von Rio Ferdinand.
Zahavi ist durch die Israel Football Association lizenzierter Spielervermittler mit Sitz in Tel Aviv.

## Leben und berufliche Laufbahn im Journalismus
Zahavi wurde in Nes Ziona als Sohn eines Ladenbesitzers geboren, der Baumaterial an örtliche Handwerker verkaufte. Er hat zwei ältere Schwestern und einen Bruder.
Nachdem er die Universität verlassen hatte, war er als Fußballjournalist tätig. Er arbeitete für die israelischen Zeitungen Hadashot Hasport, Jedi’ot Acharonot und Hadashot.
Zahavi verhandelte 1979 seinen ersten Vertrag, den Transfer des israelischen Verteidigers Avi Cohen von Maccabi Tel Aviv zum FC Liverpool. Als Sportjournalist baute er im Lauf der 1980er-Jahre ein Netzwerk mit Kontakten auf. 1998 gab er seinen Beruf als Journalist auf und handelte im folgenden Jahr seinen zweiten Vertrag aus. Das markierte den Anfang seiner Karriere als Spielervermittler. Er setzte außerdem durch die Organisation von Freundschaftsspielen von Nationalmannschaften in Israel, die Einladung von Spielern wie Graeme Souness und Kenny Dalglish zum Urlaub in seine Villa in Eilat oder auch durch das Überreichen von Orangen auf dem Trainingsgelände von Liverpool in Melwood als Geschenk für Spieler und Mitarbeiter die Entwicklung enger Verbindungen in die Welt des Fußballs fort.

## Karriere als Spielervermittler

### Erste Transferverträge
Zahavis erster Transfervertrag kam 1979 zustande, er half beim Transfer des israelischen Verteidigers Avi Cohen von Maccabi Tel Aviv zum FC Liverpool für 200.000 Pfund Sterling. Zahavi, der regelmäßig nach England reiste, um sich Fußballspiele anzusehen, empfahl Cohen, als er auf dem Flughafen London Heathrow während einer durch Nebel verursachten Flugverspätung den damaligen Geschäftsführer des FC Liverpool, Peter Robinson, traf. Der Spieler kannte Zahavi durch seine Berichterstattung über Maccabi Tel Aviv in Jedi’ot Acharonot. Für seinen Anteil am Zustandekommen des Vertrages wurde Zahavi eine Provision gezahlt.
Ein Jahr später arrangierte Zahavi auf Kreditbasis einen Wechsel des Spielers Barry Silkman von Manchester City zu Maccabi Tel Aviv. Zwischen ihm und Zahavi kam es später auch zu geschäftlichen Beziehungen, als Silkman selbst Spielervermittler wurde.
1990 verhandelte Zahavi den Transfer eines weiteren israelischen Spielers, des Stürmers Ronny Rosenthal, von Standard Lüttich nach Liverpool. Zu dieser Zeit war Kenny Dalglish Trainer bei Liverpool.

### Rio Ferdinand
Zahavi hatte inzwischen ein komplexes Netzwerk an Kontakten im englischen Fußball aufgebaut. Seine Freundschaften schlossen nicht nur Graeme Souness und Dalglish ein, sondern auch Terry Venables, Ron Atkinson und Alex Ferguson, genauso wie viele weitere aus der nächsten Generation von Trainern und Spielern.
1997 verhandelte Zahavi den Transfer des israelischen Mittelfeldspielers Eyal Berkovic vom FC Southampton zu West Ham United. Zahavis Verbindung mit Berkovic war bereits für dessen Wechsel von Maccabi Haifa in den englischen Fußball in Southampton verantwortlich, damals trainiert von Zahavis Freund Graeme Souness.
Als Nebeneffekt der West-Ham-Verhandlungen kam Zahavi in Kontakt mit Rio Ferdinand. Zahavi verhandelte 2000 den Transfer, der Ferdinand für 18 Millionen Pfund Sterling von West Ham zu Leeds United brachte und 2002 seinen 30-Millionen-Transfer von Leeds zu Manchester United. Als Bestandteil des Vertrages war vereinbart, dass Zahavi selbst 1,13 Millionen Pfund Sterling erhielt.
Zahavi war mit Alex Ferguson, dem Trainer von Manchester United, befreundet, er hatte ihn bereits in den späten 1980er-Jahren kennengelernt, in der Zeit des Ferdinand-Transfers war er für die Vermittlung fast aller großen Geschäfte von Manchester United verantwortlich, einschließlich des Verkaufs von Jaap Stam an Lazio Rom für 16,5 Millionen Pfund Sterling und der Verpflichtung von Juan Sebastián Verón 2001 vom selben Verein für 28,1 Millionen. Juan Sebastián Verón war für Lazio durch einen weiteren Freund Zahavis verpflichtet worden, Sven-Göran Eriksson, den er schon als jungen Trainer von Benfica Lissabon kannte.

### Roman Abramowitsch und Chelsea
2003 spielte Zahavi eine wichtige und zentrale Rolle bei der Übernahme des FC Chelsea durch Roman Abramowitsch und dem darauf folgenden Zugang von Spielern. Zahavi wurde einflussreiches Mitglied von Abramowitschs innerem Zirkel und es wurde geschätzt, dass er 5 Millionen Pfund Sterling von den 111 Millionen verdient habe, die Chelsea in diesem Sommer für Spieler ausgegeben hatte.
1998 war Zahavi in Moskau durch einen gemeinsamen Freund bei Abramowitsch eingeführt worden, dadurch war er wiederum in der Lage, ihn mit Trevor Birch bekannt zu machen, dem Geschäftsführer des hochverschuldeten Chelsea, das kurz davor war, die Löhne seiner Spieler nicht bezahlen zu können. Abramowitsch hatte vorher in Erwägung gezogen, Manchester United und dann Tottenham Hotspur zu kaufen.

### Auseinandersetzungen um illegale Abwerbeversuche

#### Ashley Cole
2005 empfahl die britische Football Association (FA) Ermittlungen durch die zuständigen Stellen zur Rolle Zahavis bei illegalen Abwerbeversuchen des linken Verteidigers Ashley Cole, der beim FC Arsenal unter Vertrag stand und zu dem, entgegen den Vorschriften der Premier League, von Seiten Chelseas Kontakt aufgenommen wurde.
Die nach einer offiziellen Beschwerde von Arsenal durch die Premier League berufene unabhängige Kommission zur Untersuchung des Vorfalles kam zum Schluss, dass Zahavi und Coles Agent Jonathan Barnett eine Einladung ausgesprochen hatten, auf die Chelsea eingegangen war. Zahavi und Barnett waren dann am 27. Januar 2005 im Royal Park Hotel in London anwesend, als sich Cole mit Chelseas Trainer José Mourinho und dem Geschäftsführer Peter Kenyon traf.
Chelsea, Mourinho und Cole wurden für ihren Anteil an den Vorkommnissen bestraft, Barnett zur Zahlung von 100.000 Pfund Sterling verurteilt und seine Lizenz wurde durch die FA für 18 Monate, später reduziert auf 12 Monate, außer Kraft gesetzt. Weder FA noch die Premier League waren für Zahavis Handlungen rechtlich zuständig, man legte den Fall aber der FIFA vor, deren Untersuchung war im Oktober 2009 noch nicht abgeschlossen. Zahavi wies weiterhin jegliches Fehlverhalten von sich, machte geltend, zu dieser Zeit weder Chelsea noch Ashley Cole vertreten zu haben.

#### Rio Ferdinand
Im April 2005 bestritt Zahavi, dass Chelsea an illegalen Handlungen in Bezug auf den Spieler Rio Ferdinand von Manchester United beteiligt war. Der Spieler habe Zahavi und Peter Kenyon, den Geschäftsführer von Chelsea in den Restaurants Carpaccio in Chelsea und nochmals einige Stunden später im Elysee Greek nahe der Tottenham Court Road getroffen. Chelsea wies jegliches illegales Vorgehen von sich, obwohl Sir Alex Ferguson, der damalige Trainer von Manchester United, Kenyon beschuldigte, verächtlich mit seinem früheren Verein umgegangen zu sein. Zahavi bestritt, dass die Treffen ein Versuch gewesen seien, auf Manchester United Druck auszuüben, um den Ferdinand angebotenen Vertrag zu verändern.

### Portsmouth

#### Die Anfänge der Verbindung und der Yakubu-Transfer
Zahavi trat in Verbindung mit dem sich im Besitz von Milan Mandarić befindlichen FC Portsmouth. Er arbeitete im April 2003 an der Verpflichtung von Eyal Berkovic und Yakubu von Maccabi Haifa, einem Verein, der sich im Besitz von Zahavis Schulfreund Ya'akov Shahar befand, und war beteiligt am Wechsel von Collins Mbesuma im August 2005.
Im Juli 2005 vereinbarte Zahavi mit Keith Lamb, dem Geschäftsführer von Middlesbrough, ein Honorar in Höhe von 3,64 Millionen Pfund Sterling für seinen Anteil am Transfer Yakubus von Portsmouth nach Middlesbrough zu. Die Summe war in zehn Raten über fünf Jahre zu zahlen, wenn Yakubu beim Verein bleibt. Der Betrag war das höchste Honorar für einen Spielervermittler, das bis zu diesem Zeitpunkt im englischen Fußball bekannt geworden war und wurde als außergewöhnlich wahrgenommen.
Bestandteil des Vertrages war eine Zahlung Zahavis an Barry Silkman für das Erkennen von Yakubus Potential in Nigeria und für den 500.000-Dollar-Transfer des Spielers zu Maccabi Haifa im Jahr 1999.

#### Übernahme von Alexandre Gaydamak
Im Januar 2006 assistierte Zahavi zusammen mit seinem Partner beim Verkauf von Portsmouth an Alexandre Gaydamak. 2005 hatte Zahavi schon beim Verkauf von Beitar Jerusalem an Gaydamaks Vater, den russisch-israelischen Geschäftsmann Arcadi Gaydamak, assistiert.
Zahavi arbeitete bei zahlreichen Geschäften für die neuen Eigentümer von Portsmouth mit, so brachte er Avram Grant zum Verein und war zunächst im Juni 2006 als technischer Direktor tätig, danach unterschrieb er einen Vertrag mit zweijähriger Laufzeit als Scout über 800.000 Pfund Sterling und war beteiligt an der Verpflichtung und am Verkauf von mehreren Spielern.
Als Portsmouth im Februar 2010 nach mehreren Besitzerwechseln einen Insolvenzantrag stellte und unter Zwangsverwaltung kam, war Zahavi einer von 24 Agenten, denen der Verein fast 9 Millionen Pfund Sterling schuldete. Seine eigenen Forderungen betrugen im Ganzen 2,074 Millionen Pfund Sterling.

## Weitere Geschäftsbeziehungen
Mit seinem Freund und Partner, dem Geschäftsmann Eli Azur, ist Zahavi Miteigentümer eines Medienunternehmens, Charlton, das die israelischen Fernsehrechte an wichtigen Sportereignissen wie an der englischen Premier League und der höchsten israelischen Fußball-Liga besitzt. Die Entscheidung des Unternehmens, die Fußball-Weltmeisterschaft 2006 über Pay-per-View zu übertragen, war in Israel sehr unpopulär, führte zu einem Boykott des Angebotes und beschädigte Zahavis Ruf im Land.
Zahavi ist außerdem am HAZ Racing Team beteiligt, einem der Top-Motorsport-Teams in Argentinien (das „Z“ in HAZ leitet sich von seinem Nachnamen ab).

## Privates
Zahavi ist Witwer und Vater von zwei Kindern. Er lebt in einer Wohnung am Meer im Norden Tel Avivs und verfügt über eine Mietwohnung im Marble Arch in London. Er ist der Großonkel des Fußballspielers Alex Zahavi.